# حمدان بن زاید آل نهیان
حمدان بن زاید بن خلیفه آل نهیان (به عربی: حمدان بن زايد بن خليفة آل نهيان) (زاده ۱۸۸۱ و درگذشته ۱۹۲۲) نهمین شیخ ابوظبی است. او جانشین طحنون بن زاید بن خلیفه آل نهیان شد و از سال ۱۹۱۲ تا سال ۱۹۲۲ حکمرانی کرد